# Teletubisie
Teletubisie (ang. Teletubbies) – serial animowany przeznaczony dla najmłodszych dzieci, produkowany w latach 1997–2001 i 2015–2018 przez Ragdoll Productions, DHX Media (Wildbrain) na zamówienie stacji BBC.
Postacie teletubisiów zostały stworzone przez Anne Wood, dyrektora produkcji Ragdoll Productions, oraz psychologa Andrew Davenporta, który napisał scenariusz każdego z 365 odcinków.
Serial osiągnął sukces komercyjny, zarówno w Wielkiej Brytanii, jak i w innych krajach. Oceniany dobrze przez krytyków jako edukacyjny, dopasowany do specyfiki rozwojowej dzieci oraz wielokulturowy. Wygrał nagrodę BAFTA w 1998 oraz Nickelodeon UK Children’s Award. Serial jest nadawany w 120 krajach i został przetłumaczony na 21 języków.
Choć serial Teletubisie jest adresowany do dzieci w wieku 1–4 lat, stał się popularny wśród starszych pokoleń, szczególnie studentów, którzy nosili koszulki z podobiznami postaci serialu, z powodu dziecinnego słownictwa i zachowania teletubisiów.
Teletubisie nagrywane były na farmie Sweet Knowle Farm w hrabstwie Warwickshire w Anglii.
W 2015 roku wznowiono produkcję serialu. Zmieniono obsadę, zmodyfikowano scenografię i oprawę muzyczną, dodano do serialu nowe elementy. Produkcja zakończyła się w 2018 roku.

## Obsada

### Pierwsza odsłona
- Dave Thompson, Simon Shelton – Tinky-Winky
- Mark Heenehan – Tinky-Winky (głos)
- John Simmit – Dipsy
- Nikky Smedley – Laa-Laa
- Pui Fan Lee – Po
- Jessica Smith – Słoneczko

### Druga odsłona
- Jeremiah Karge – Tinky-Winky
- Nick Kellington – Dipsy
- Rebecca Hyland – Laa-Laa
- Rachelle Beinart – Po
- Daniel Rigby – Narrator (2015–2018)
- Tituss Burgess – Narrator (2022)

## Postacie
Teletubisie – Tinky-Winky, Dipsy, Laa-Laa i Po – proporcjami ciała i sposobem poruszania się przypominają kilkulatki. Mają wyraziste oczy i uśmiechnięte twarze. Większość ich ciała jest pokryta kolorowym „futrem”, głowy ozdobione są antenkami. Na brzuszkach mają ekrany telewizyjne, służące do pokazywania krótkich filmików z udziałem dzieci w wieku przedszkolnym.
Mowa Teletubisiów przypomina dziecięcą; postacie mają ograniczone słownictwo, stosują uproszczoną gramatykę oraz często powtarzają słowa i wyrażenia.

## Spis serii
| Seria            | Liczba odcinków | Emisja premierowa | Emisja premierowa    | Emisja premierowa |
| Seria            | Liczba odcinków | Pierwszy odcinek  | Ostatni odcinek      | Kanał             |
| ---------------- | --------------- | ----------------- | -------------------- | ----------------- |
| Pierwsza odsłona |                 |                   |                      |                   |
| 1                | 118             | 31 marca 1997     | 31 grudnia 1997      | BBC Two           |
| 2                | 126             | 1 stycznia 1998   | 31 grudnia 1998      | BBC Two           |
| 3                | 56              | 1 stycznia 1999   | 17 grudnia 1999      | BBC Two           |
| 4                | 30              | 31 lipca 2000     | 22 grudnia 2000      | BBC Two           |
| 5                | 35              | 1 stycznia 2001   | 16 lutego 2001       | BBC Two           |
| Druga odsłona    |                 |                   |                      |                   |
| 1                | 15              | 9 listopada 2015  | 27 listopada 2015    | CBeebies          |
| 2                | 45              | 18 stycznia 2016  | 4 listopada 2016     | CBeebies          |
| 3                | 40              | 14 marca 2017     | 20 października 2017 | CBeebies          |
| 4                | 20              | 4 czerwca 2018    | 12 października 2018 | CBeebies          |

## Nawiązania
- Teletubisie zostały sparodiowane w serialu Pingwiny z Madagaskaru. W odcinku pt. Operacja żądło (ang. Sting Operation) cztery tytułowe postaci zostały odmóżdżone w wypadku z wynalazkiem o nazwie debilitator. Po czym zaczęły wiernie naśladować Teletubisie[potrzebny przypis].
- Singel Teletubbies say Eh-Oh zajmował pierwsze miejsce na listach sprzedaży w Wielkiej Brytanii w grudniu 1997 i pozostawał w pierwszej setce przez osiem miesięcy. Sprzedano ponad milion egzemplarzy. W kwietniu 1998 wydano album, który doszedł do 31 miejsca na liście bestsellerów[potrzebny przypis].
- Od 30 września 2005 w Polsce wydawany jest miesięcznik Teletubbies, na rynku dostępne są także książki z nalepkami[potrzebny przypis].
- W 2006 przedsiębiorstwo Licomp Empik Multimedia wprowadziło na rynek polskie wersje gier komputerowych Teletubbies – Zabawa z Teletubisiami oraz Teletubbies – Ulubione zabawy[potrzebny przypis].
- W 2006 przedsiębiorstwo Campina wprowadziło na rynek serię jogurtów ozdobionych wizerunkami Teletubisiów.
- W 1999 roku Bret Easton Ellis napisał dla magazynu Grear esej pt.  Why the Teletubbies are evil („Dlaczego Teletubisie są złem?”)[4].
- W 2012 roku firma Zeo works stworzyła grę horror „Slendytubbies”. Akcja toczy się w teletubisiowym świecie Gdzie Tinky- Winky zabija wszystkie teletubisie. Zadaniem gracza jest zebranie 10 teletubisiowych kremików i uważanie na Tinkiego-Winkiego. Do tej pory wyszły trzy główne części.

## Kontrowersje
W Stanach Zjednoczonych konserwatywny pastor i teleewangelista Jerry Falwell zasugerował w 1999 roku, że Teletubisie nie proponują „dobrego wzorca dla dzieci”, gdyż, jak uważał, Tinky Winky jest gejem (Falwell wnioskował to z faktu, że Tinky Winky nosi czerwoną torebkę, jest koloru fioletowego i ma antenkę w kształcie trójkąta). Według psycholog dziecięcej Małgorzaty Borzymińskiej teletubisie nie mają płci i adresowane są do dzieci, które jeszcze z różnicy płci nie zdają sobie sprawy. Angielski producent programu, BBC, twierdzi jednak, że interpretacja Falwella, i wszystkie analogiczne, nie jest zgodna z intencjami twórców programu.
W wywiadzie dla tygodnika „Wprost” opublikowanym w numerze z 28 maja 2007 (krótko po śmierci Jerry’ego Falwella), zadano polskiej Rzecznik Praw Dziecka, Ewie Sowińskiej pytanie o jej stosunek do ewentualnego „propagowania homoseksualizmu” przez Tinky Winky. Rzecznik zadeklarowała, że rozważy zlecenie zbadania tej kwestii grupie psychologów, przyznając, że jest „prawdopodobnie problem jednej z postaci”; sama jednak stwierdziła, że jej zdaniem torebka przede wszystkim przeszkadza Teletubisiowi. Zdaniem Ludwika Dorna wypowiedź Ewy Sowińskiej „naraża jej urząd na śmieszność”.